# Gauchin-Verloingt

Gauchin-Verloingt este o comună în departamentul Pas-de-Calais, Franța. În 1 ianuarie 2022 avea o populație de 781 de locuitori.